# Ojacastro
Ojacastro è un comune spagnolo di 229 abitanti situato nella comunità autonoma di La Rioja.